# Karl Hofreiter
Karl Hofreiter (* in Eger; auch Karl Hofreuter) war ein deutscher Maler.
Nach derzeitigem Stand der Forschung ist Hofreiter in den Jahren 1724 und 1736 künstlerisch sicher nachweisbar. Ob Hofreiter wirklich der Enkel des Malers Kaspar Hofreuter aus Eger war, bleibt (bis jetzt) indessen Spekulation.
Noch heute ist Hofreiter durch seine Ausgestaltung des Bibliotheksaals des Klosters Waldsassen bekannt. 1724 schmückte Hofreiter diesen Saal mit mehreren Szenen aus dem Leben des Bernhard von Clairvaux; den Rahmen dieser Bilder schuf der Stuckateur Jacopo Appiani.